# Лис Олена Георгіївна
Олена Георгіївна Лис (нар. 15 червня 1971 року) — українська освітянка та політична діячка. Вчителька початкових класів НУШ у Чернівецькій гімназії № 2 Чернівецької міської ради, СШ І ст. № 35. Народна депутатка 9-го скликання, що пройшла по 201-у виборчому округу в Чернівецькій області від партії «Слуга народу».

## Життєпис
Олена Лис народилася у році 15 червня 1971 року в селі Бродок, Дрогичинського району, Брестської області, Республіка Білорусь.
У 1990 році закінчила педагогічний факультет Сорокського педучилища ім. Б. Главана та розпочала працювати у Чернівецькій СШ № 12. У 1997 році закінчила Чернівецький державний університет ім. Ю. Федьковича за спеціальністю «Вчитель початкових класів, практичний психолог». У 2016 році почала працювати вчителькою початкових класів вищої категорії у Чернівецькій гімназії № 2 та стала членом ГО «Батьки-Дітям». 

## Політична кар'єра
21 червня 2019 року партія «Слуга Народу» оголосила свій список кандидатів у народні депутати за мажоритарними округами по Україні, згідно з яким Олена Лис представляє 201 округ у Чернівецькій області.
26 червня 2019 року ЦВК зареєструвала Олену Лис від партії «Слуга Народу» кандидаткою у народні депутати на 201 виборчому окрузі.
Член Комітету Верховної Ради з питань освіти, науки та інновацій, голова підкомітету з питань загальної середньої, інклюзивної освіти та освіти на тимчасово окупованих територіях.
Одна з ініціаторів Проєкту Закону про внесення змін до Кодексу України про адміністративні правопорушення щодо відповідальності за пропаганду гомосексуальності та трансгендерності. 

## Скандали
22 липня 2025 року проголосувала за проєкт закону 12414, що обмежує Національне антикорупційне бюро України та Спеціалізовану антикорупційну прокуратуру. Закон викликав хвилю антикорупційних протестів.